# Cedusa gonuga
Cedusa gonuga är en insektsart som beskrevs av Kramer 1986. Cedusa gonuga ingår i släktet Cedusa och familjen Derbidae. Inga underarter finns listade i Catalogue of Life.